# Xiphactinus
Xiphactinus (do latim e grego para "raio de espada"), coloquialmente referido como peixe-X, é um gênero extinto de grandes peixes ósseos marinhos predadores que viveram desde o final do Albiano até o final do Maastrichtiano. O gênero cresceu até 5–6 metros (16–20 pé) de comprimento e superficialmente se assemelhava a um gigantesco tarpão com presas. E, tinha dentes enormes que poderiam capturar muitas presas.
A espécie Portheus molossus descrita por Cope é sinônimo júnior de X. audax. Restos de esqueletos de Xiphactinus vieram de Carlile Shale e Greenhorn Limestone do Kansas (onde o primeiro fóssil de Xiphactinus foi descoberto durante a década de 1850 em Niobrara Chalk), e formações do Cretáceo em toda a Costa Leste (mais notavelmente Geórgia, Alabama, Carolina do Norte e Nova Jersey) nos Estados Unidos, bem como na Europa, Austrália, as Formações Kanguk e Ashville do Canadá, Formação La Luna da Venezuela e Salamanca Formação na Argentina.

## Paleobiologia

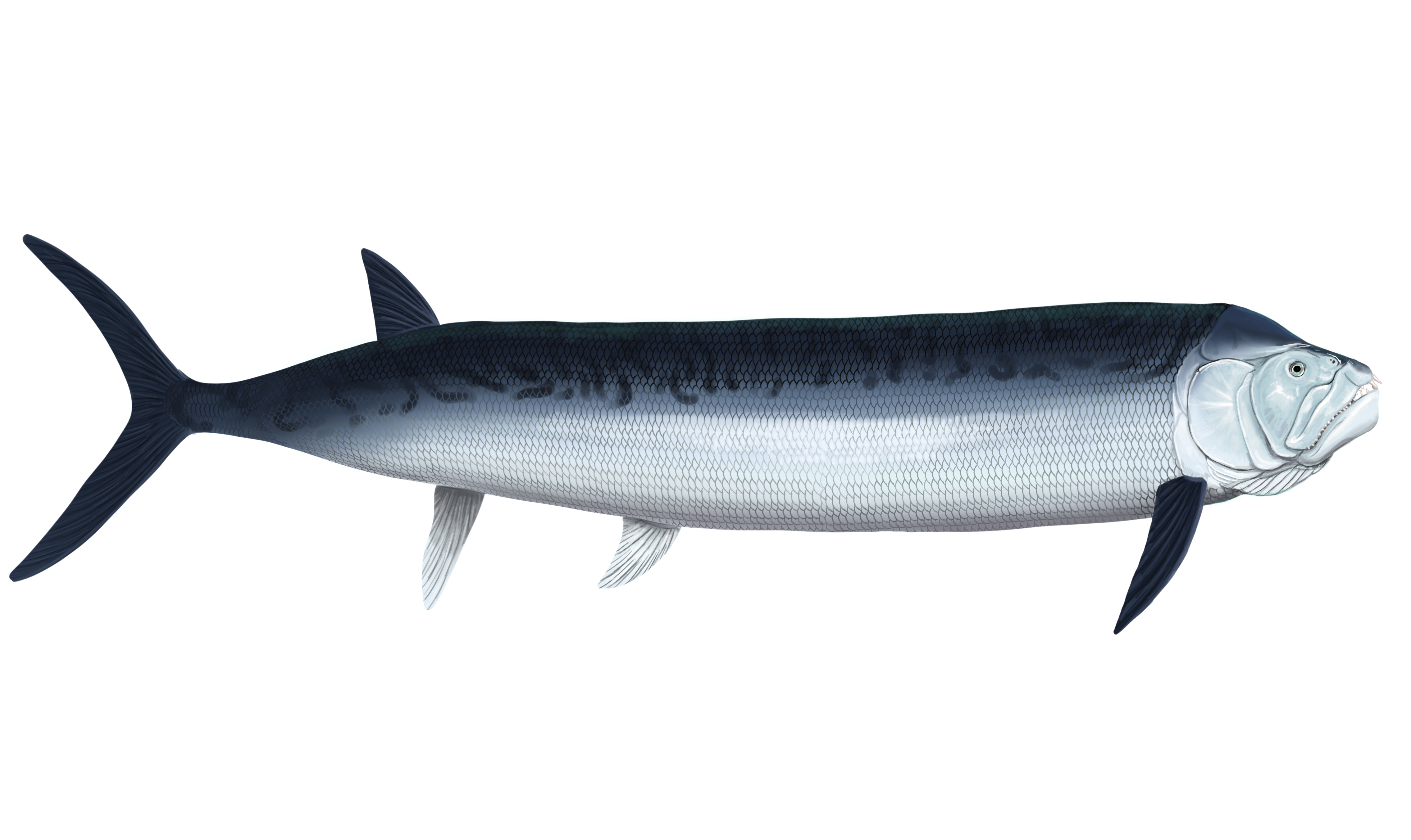
Restauração do X. audax

As espécies de Xiphactinus eram peixes predadores vorazes. Pelo menos uma dúzia de espécimes de X. audax foram coletados com restos de presas grandes, não digeridas ou parcialmente digeridas em seus estômagos. Em particular, um de 4,2 metros (14 pé) espécime fóssil "Peixe dentro de um peixe" foi coletado por George F. Sternberg com outro, quase perfeitamente preservado, 1,9 metros (6,2 pé) longo ictiodecídeo Gillicus arcuatus dentro dele. O maior peixe aparentemente morreu logo após comer sua presa, provavelmente devido à luta da presa menor e à ruptura de um órgão ao ser engolido. Este fóssil está em exibição no Museu Sternberg de História Natural em Hays, Kansas,Estados Unidos.
Como muitas outras espécies nos oceanos do Cretáceo Superior, um indivíduo morto ou ferido provavelmente seria eliminado por tubarões (Cretoxyrhina e Squalicorax). Os restos mortais de um Xiphactinus foram encontrados dentro de um grande espécime de Cretoxyrhina coletado por Charles H. Sternberg. O espécime está em exibição no Museu de História Natural da Universidade do Kansas.
Como os tarpões modernos, o Xiphactinus provavelmente passou sua fase juvenil de vida em margens rasas de canais marítimos para proteção e para utilizar ricos recursos alimentares, possivelmente raros em águas marinhas abertas, embora isso precise de confirmação devido à falta de depósitos rasos próximos à costa do Mar Interior Ocidental.. Os dentes do espécime juvenil indicam que a dieta de Xiphactinus provavelmente não mudou significativamente durante o seu crescimento, o que implica que mesmo os pequenos espécimes teriam sido predadores comedores de peixes.

## "Unicerossauro"
Em 1982, um ex-ministro batista, Carl Baugh, iniciou escavações nos leitos calcários do rio Paluxy, perto de Glen Rose, Texas, famoso por suas pegadas de dinossauros. Algumas das pegadas lembravam pegadas humanas e eram proclamadas desde 1900 como prova de que os dinossauros e os humanos modernos viveram lado a lado. As investigações dos cientistas descobriram que as supostas pegadas humanas eram "formas de pegadas alongadas de dinossauros, enquanto outras eram marcas de erosão destacadas seletivamente, e outras ainda (em blocos soltos) prováveis esculturas". Durante a escavação, ele encontrou um fóssil solitário em "forma de Y" que ele chamou informalmente de "Unicerosaurus". Em um artigo popular de 1987, John Armstrong descreveu o fóssil como um "osso petrificado em forma de Y que parece ser a espinha neural de um peixe enorme como o Portheus de Niobrara Chalk " que o museu de Baugh "declarou ser o chifre da testa de um recém-nascido". gênero de dinossauro descoberto". A exposição do museu dizia aos visitantes que o "chifre" pertencia ao "unicórnio de Jó 38, um dos três dinossauros mencionados nas Escrituras; os outros eram o gigante e o leviatã de Jó 40 e 41", e que o chifre era capaz de se dobrar para trás como a lâmina de um canivete. Embora alguns criacionistas da Terra Jovem compartilhassem as interpretações de Baugh do Behemoth e do Leviatã bíblicos, as afirmações de Baugh não foram levadas á sério nem pelas organizações cristãs nem pela comunidade científica.[carece de fontes?]

## Na cultura popular

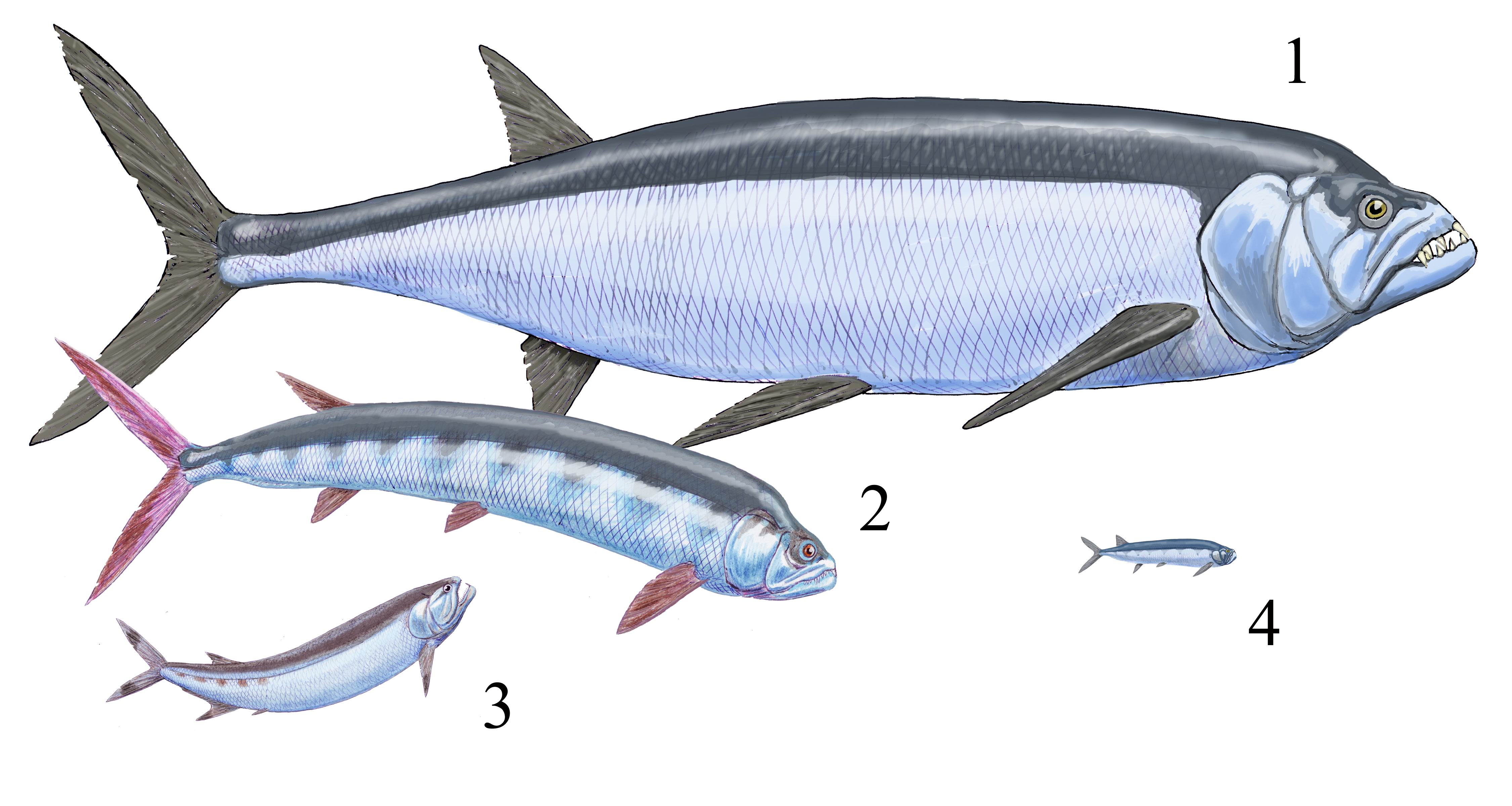
Xiphactinus em comparação com outros ictiodectídeos pequenos

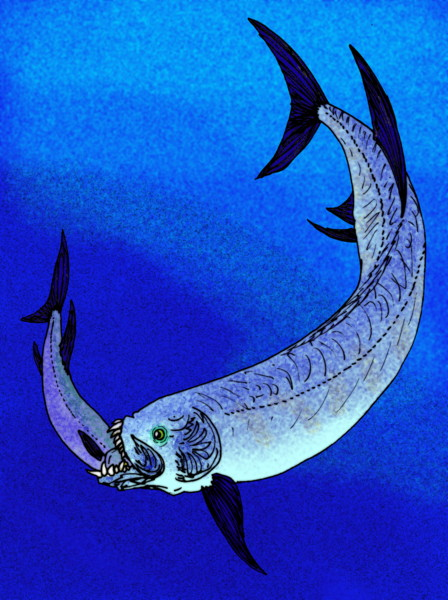
Representação de um Xiphactinus engolindo um Gillicus nas águas profundas

Em outubro de 2010, o deputado da Câmara do Kansas, Tom Sloan (R-Lawrence), anunciou que apresentaria legislação para tornar o Xiphactinus audax, também conhecido como "peixe X", o fóssil estadual do Kansas. No final das contas, o Tylosaurus foi selecionado.